# مايكل ويثرلي
مايكل ويثرلي  (بالإنجليزية: Michael Weatherly)‏ وُلد في 8 يوليو 1968 في نيويورك بالولايات المتحدة ، هو مغني وممثل أميركي عُرف بوضوح من خلال أدواره : دور لوجان كال، والرقيب في مسلسل دارك أنجل ، والعميل الخاص أنتوني دينوزو في المسلسل التلفازي الأمريكي ان سي أي اس .

## روابط خارجية
- مايكل ويثرلي على موقع IMDb (الإنجليزية)
- مايكل ويثرلي على موقع روتن توميتوز (الإنجليزية)
- مايكل ويثرلي على موقع ألو سيني (الفرنسية)
- مايكل ويثرلي على موقع أول موفي (الإنجليزية)
- مايكل ويثرلي على موقع قاعدة بيانات الأفلام السويدية (السويدية)
- مايكل ويثرلي على موقع إن إن دي بي (الإنجليزية)
- مايكل ويثرلي على موقع قاعدة بيانات الفيلم (الإنجليزية)
- مايكل ويثرلي على موقع كينوبويسك (الروسية)